# Music Is My Hot Hot Sex
"Music Is My Hot Hot Sex" é um single da banda brasileira CSS.

## Videoclipe
Em outubro de 2007 Nick Haley, um jovem estudante americano, criou e editou um comercial amador que mostra o iPod Touch, da Apple Inc., com a canção como plano de fundo. Como a música combinava muito com o produto, a Apple Inc. se interessou e decidiu veicular o anúncio em algumas emissoras de televisão norte-americanas a partir de 4 de novembro. O videoclipe foi o primeiro na história do site Youtube a receber 100 milhões de visitas, o record até aquele momento. No entanto com o sucesso repentino do vídeo, surgiram especulações sobre a legitimidade da audiência. Logo que o Google começou a investigação sobre a legitimidade e origem dos cliques o vídeo foi retirado do ar pelo produtor do clipe, impedindo a conclusão da investigação.

## Paradas
Devido ao comercial da Apple, a música começou a ser muito baixada nos Estados Unidos e chegou a ser a #15 música mais baixada nos Estados Unidos. Na Billboard Hot 100 chegou a posição #63, devido as vendas digitais, embora não tenha sido muito tocada nas rádios. No Canadá, teve bastante sucesso, conseguindo a posição #12.

## Posições
| Paradas (2006/2007)                  | Posições |
| ------------------------------------ | -------- |
| Brasil Hot 100                       | 25       |
| Canadá (Canadian Hot 100)            | 12       |
| Estados Unidos — Billboard Hot 100   | 63       |
| Estados Unidos — Billboard Pop Songs | 43       |